# Coligação Libertadora

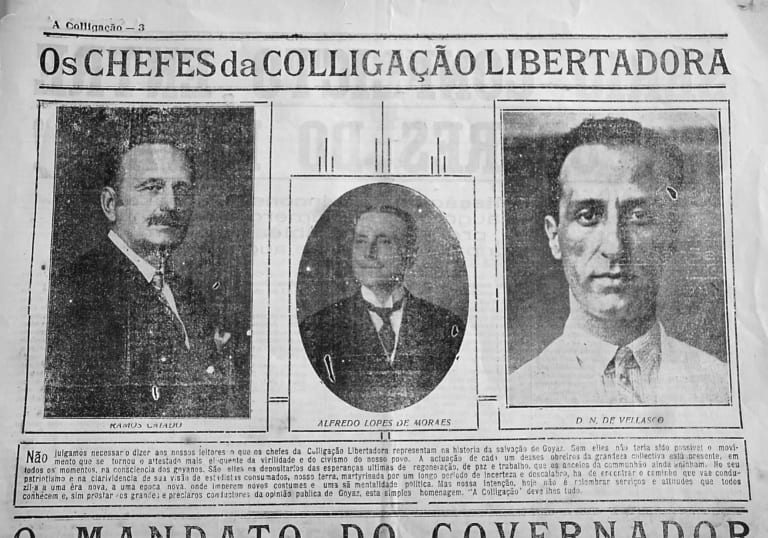
Os três líderes da Coligação Libertadora, Antônio Ramos Caiado, Alfredo Lopes de Moraes e Domingos Neto de Vellasco.

A Coligação Libertadora foi uma coalizão partidária entre o Partido Libertador de Goiás e o extinto Partido Democrata, também presente na mesma unidade federativa.Lideraram a Coligação, Totó Caiado, Alfredo Lopes de Morais e Domingos Vellasco. O partido detinha um jornal, A Colligação, dirigido por Alfredo Nasser.

## Partidários eleitos
Pela Coligação Libertadora, foram eleitos 8 dos 24 deputados estaduais constituintes por Goiás. Dos 4 deputados federais, foi Domingos Neto de Vellasco eleito pela coalizão.
| Deputado federal eleito          | Deputado federal eleito |
| Nome                             | Votos em segundo turno  |
| -------------------------------- | ----------------------- |
| Domingos Vellasco                | 7.962                   |
| Deputados estaduais eleitos      |                         |
| Nome                             | Votos em segundo turno  |
| Agenor Gonçalves de Castro       | 8.181                   |
| Alfredo Nasser                   | 8.219                   |
| Felismino de Souza Vianna        | 8.188                   |
| Genserico Gonzaga Jayme          | 8.159                   |
| Jacy de Assis                    | 8.135                   |
| Joaquim Rufino Ramos Jubé Junior | 8.234                   |
| José da Costa Paranhos           | 8.053                   |
| Victor Coelho de Almeida         | 8.150                   |

## Disputa pelo governo estadual
| Ano  | Imagem | Candidato(a) a Governador                        | Candidato a Vice-Governador | Votos | %     | Colocação |
| ---- | ------ | ------------------------------------------------ | --------------------------- | ----- | ----- | --------- |
| 1935 |        | Domingos Neto de Vellasco(Coligação Libertadora) | —                           | 8     | 33,33 | 2º        |